# Пєщанка (Новоржевський район)
Пєщанка (рос. Песчанка) — присілок в Новоржевському районі Псковської області Російської Федерації.
Населення становить 9 осіб. Входить до складу муніципального утворення Вехнянська волость.

## Історія
Від 2015 року входить до складу муніципального утворення Вехнянська волость.

## Населення
| 2001 | 2002 | 2010 |
| ---- | ---- | ---- |
| 14   | →14  | ↘9   |